# Río Palihue
El río Palihue es un curso natural de agua que nace en la cordillera del Zarao y fluye con dirección general sur hasta desembocar en la cuenca inferior del río Quenuir, ya muy cerca de su desembocadura en el río principal de la cuenca del río Maullín en la Región de Los Lagos.

## Trayecto
El río descarga en el humedal Quenuir, al nororiente de la ciudad de Quenuir.: 66 

## Historia
Luis Risopatrón lo describe en su Diccionario Jeográfico de Chile: 620 
Palihue (Rio) 41° 30' 73° 40'. Es de corto caudal, formado por dos arroyos, de curso serpenteado, de riberas pajizas i pantanosas, continuadas por planicies prolongadas, boscosas i afluye del NE a la márjen E del curso inferior del rio Quenuir, del Maullin; puede remontarse en botes 5,5 kilómetros de su parte inferior. Es llamado también por algunos Voqui-Negro. 1, I, p. 217 i carta 1; VIII, p. 162; i XII. p. 608 (Moraleda, 1789); Palihue en 1, XIII. carta de Moraleda; i 156; i riachuelo en 155, p. 506.